# Saturnino de Cagliari
San Saturnino de Cagliari (fallecido en 304?) fue, de acuerdo a la tradición cristiana, un mártir que fue decapitado durante las persecuciones del emperador romano Diocleciano por negarse a realizar sacrificios a Júpiter. Es el santo patrono de la ciudad de Cagliari. Se lo representa en ocasiones con una palma en la mano.
Fuera de la tradición, la biografía de San Saturnino es oscura y bien podría tratarse de una invención o una confusión. Su historia, narrada en la Passio sancti Saturni (Pasión de San Saturnino), es muy similar a la de San Saturnino de Tolosa. Otra hipótesis pretende hallar su origen en un mártir del norte de África, cuyo culto se habría trasladado a Cerdeña.
Como sea, San Saturnino se cuenta entre los santos más venerados de Cagliari desde épocas remotas. Su principal templo ha sido históricamente la basílica de San Saturnino, una iglesia paleocristiana cuya edificación se remonta al  siglo V. Los restos del santo se veneran en el Santuario de los Mártires de la catedral de Cagliari.